# Arabi (Géorgie)
Pour les articles homonymes, voir Arabi.
Arabi est une ville américaine située dans le comté de Crisp, en Géorgie. Selon le recensement de 2020, sa population est de 447 habitants.